# Physalis crassifolia
Physalis crassifolia är en potatisväxtart som beskrevs av George Bentham. Physalis crassifolia ingår i släktet lyktörter, och familjen potatisväxter.

## Underarter
Arten delas in i följande underarter:
- P. c. infundibularis
- P. c. versicolor

## Bildgalleri

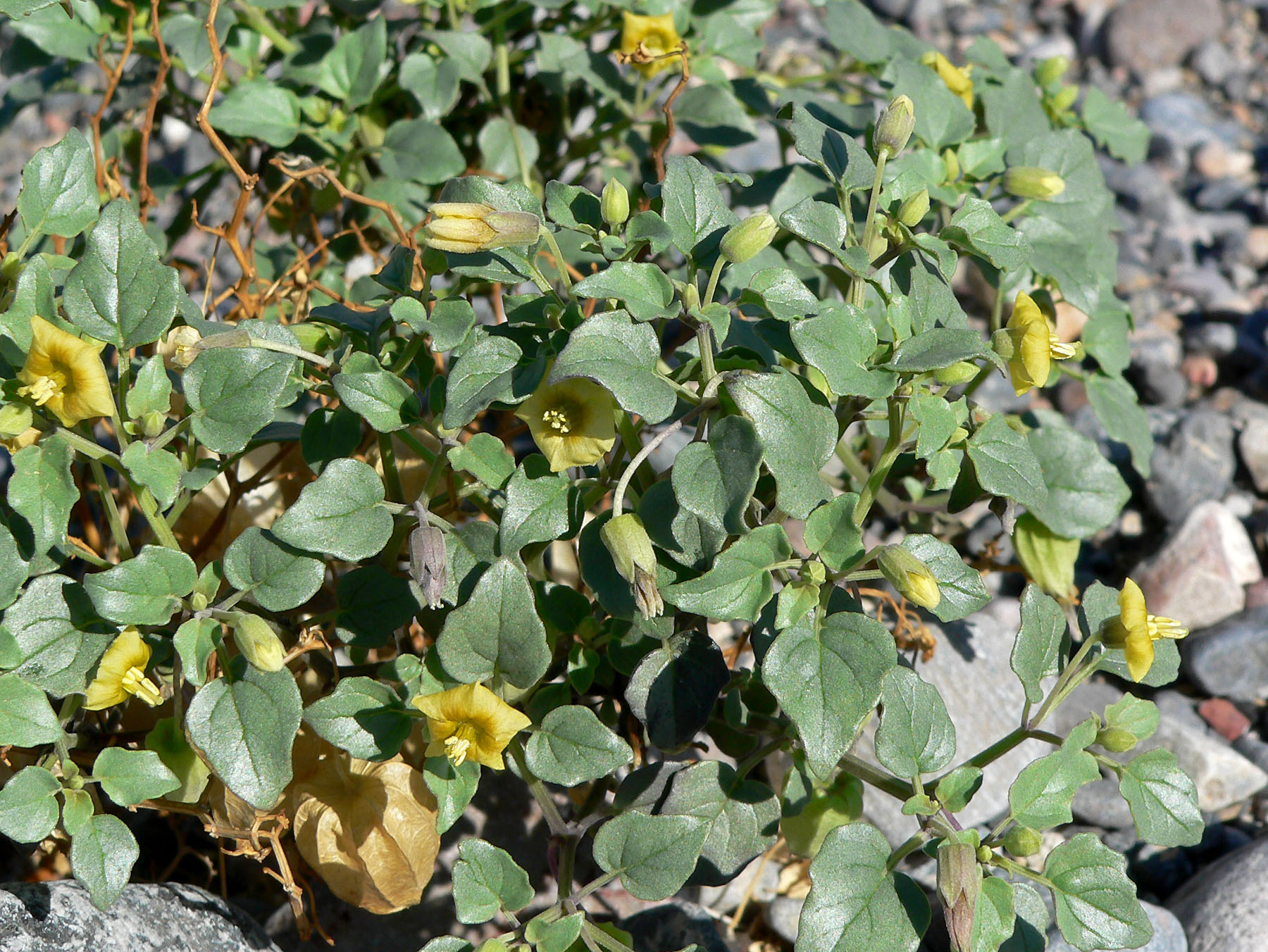
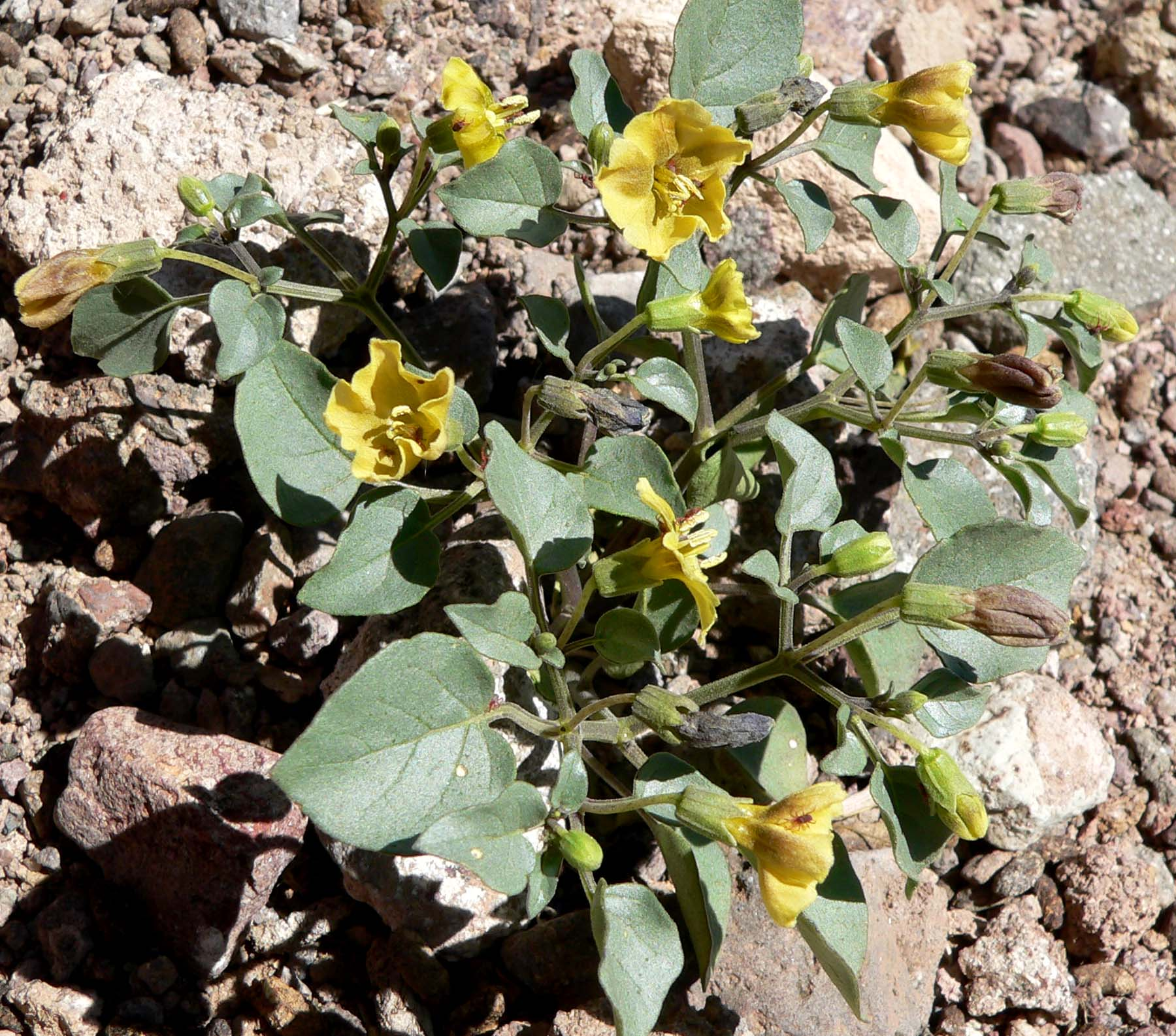
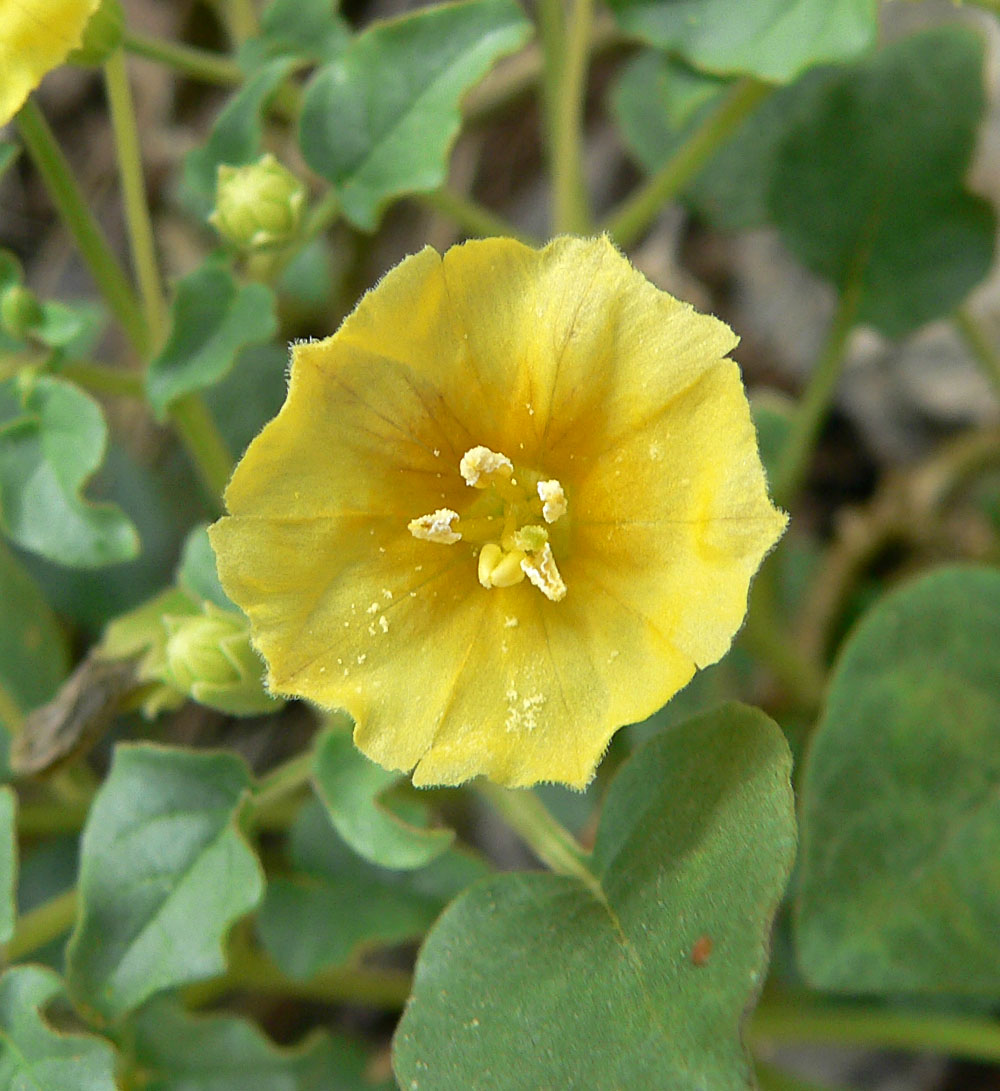
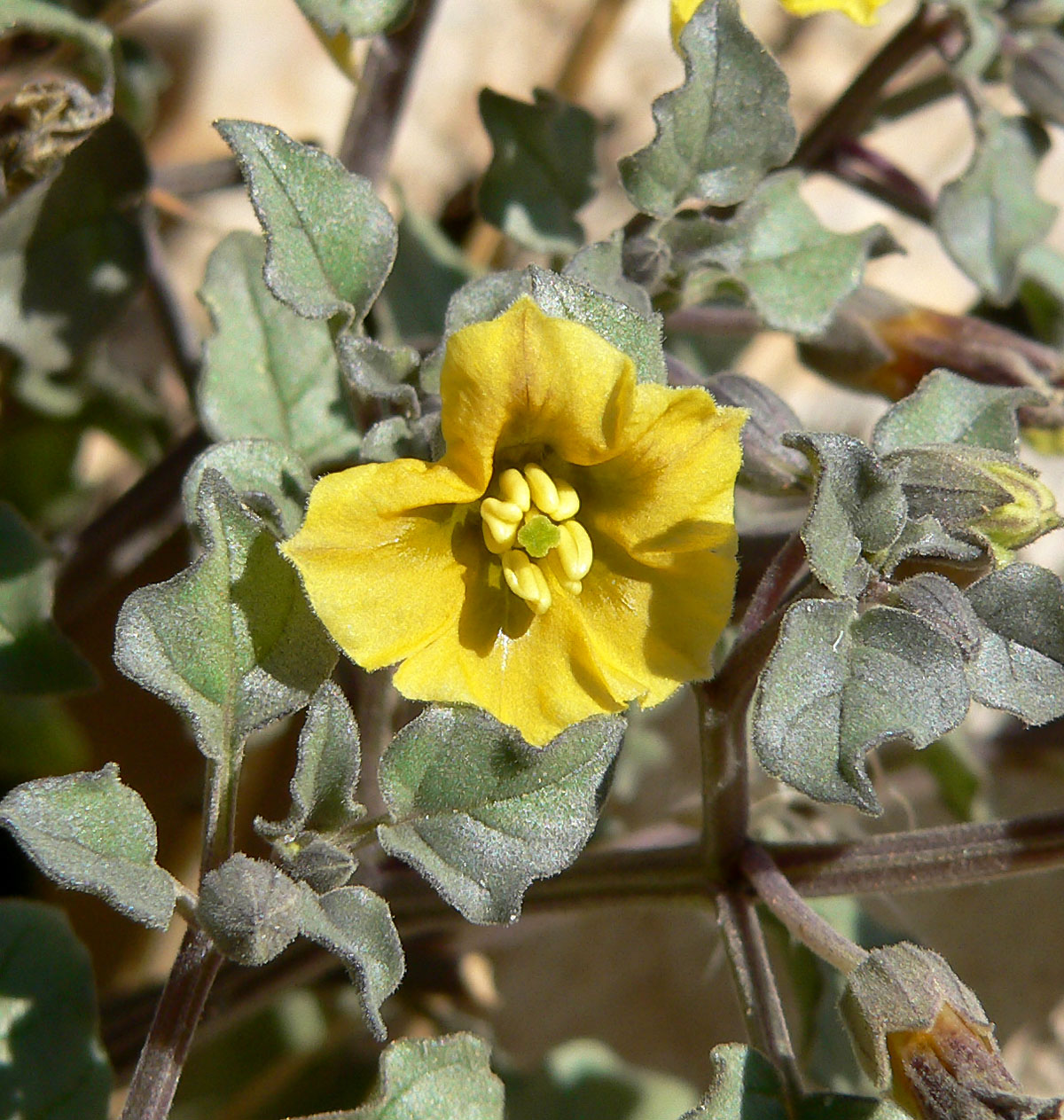
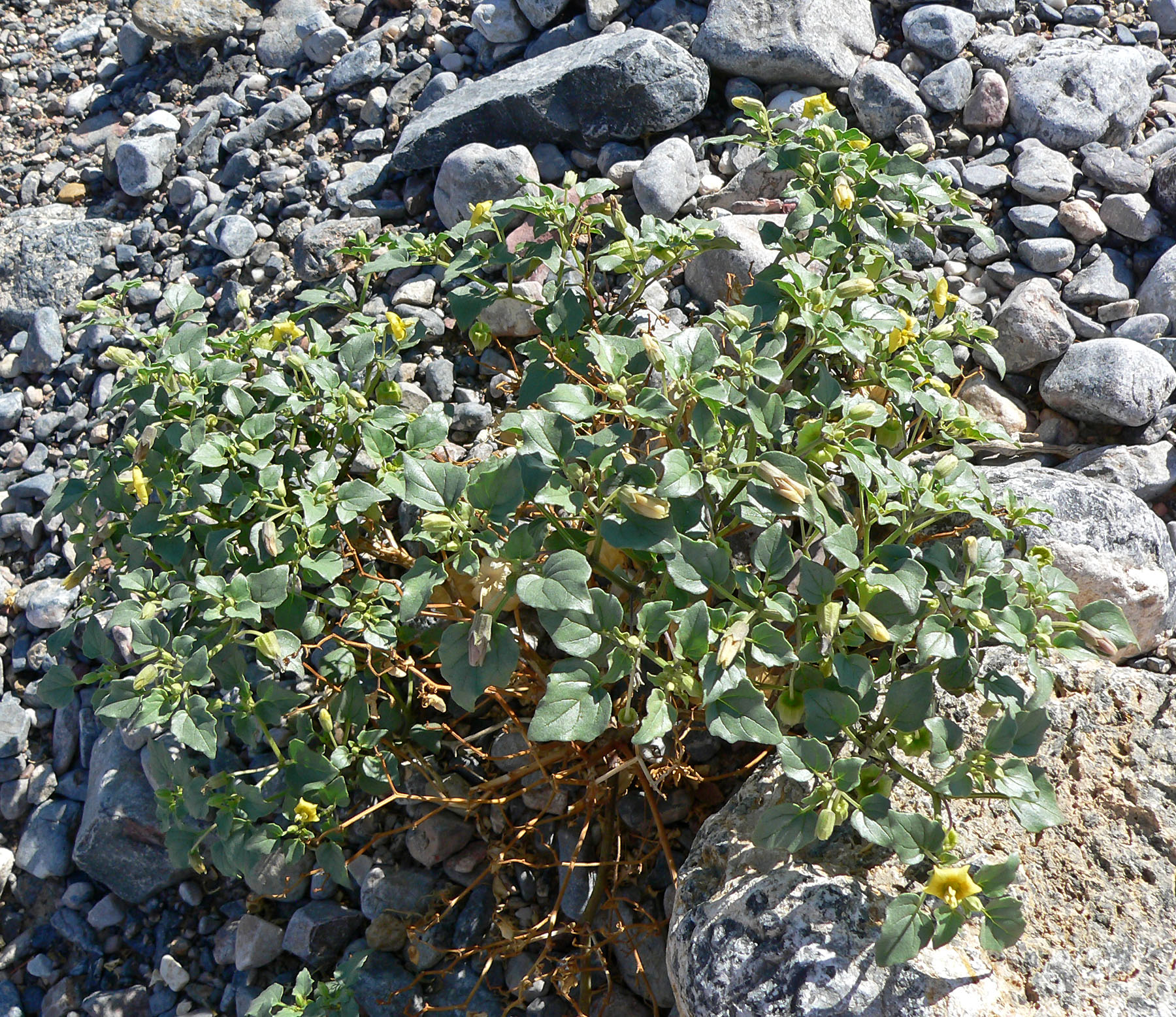
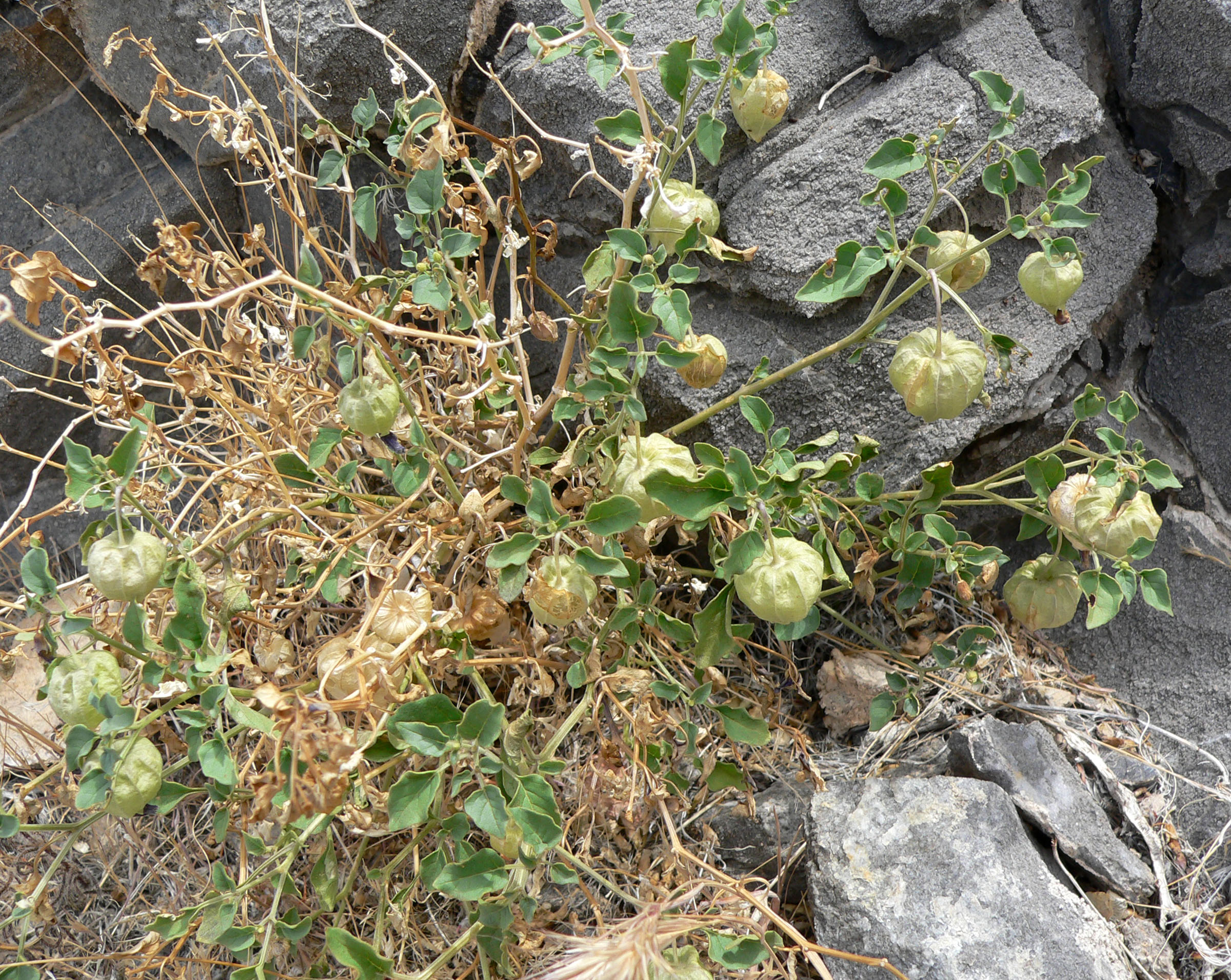